# Наївна теорія множин
Наївна теорія множин — одна з декількох теорій множин, в якій описуються фундаментальні складові математики.. Термін було популяризовано завдяки книзі Пола Халмоша «Наївна теорія множин» (1960). Неофіційний зміст цієї теорії підтримує обидва аспекти математичної теорії множин: як ті, що відомі з дискретної математики (наприклад, діаграми Венна та їх символічний розгляд у Булевій алгебрі), так і більш «повсякденні» поняття теорії множин, що використовуються більше у сучасній математиці.
Множини відіграють велику роль в математиці. По суті, у багатьох сучасних формальних операціях більшість математичних об'єктів (числа, відношення, функції і т. д.) визначені в термінах множин. Наївна теорія множин може розглядатися як трамплін для розуміння більш формальних процедур і також для багатьох інших цілей.

## Передмова
Наївна теорія множин не є формалізованою, це теорія, яка використовує природну, зрозумілу всім мову для того, щоб описати множини. Слова «та», «або», «якщо… то», «не», «для деякого», «для кожного» не підлягають строгому визначенню. На ранніх стадіях розвитку математики було корисно вивчати множини інтуїтивно, щоб потім розвивати цю теорію все глибше і глибше. Крім того, тверде розуміння всіх понять теорії множин саме з інтуїтивної точки зору, як з початкової, є дуже важливим для розуміння вмотивованості всіх формальних аксіом теорії множин.

## Історія наївної теорії множин
Першою спробою розробки теорії множин якраз і була наївна її версія, яка була створена наприкінці 19 століття Георгом Кантором, як частина його дослідження нескінченних множин. Як з'ясувалося, припущення того, що над множинами можна виконувати будь-які операції без обмежень є хибним, бо таке припущення веде до парадоксів. На цьому ґрунті виникли парадокс Расселла та парадокс Беррі. Оскільки Кантор не надав своїй теорії ніякої аксіоматики, тобто, по суті, не було способу розв'язати ці парадокси. Не викликає сумнівів, що до 1900 року Кантор знав про деякі парадокси і не вірив, що вони дискредитують його теорію.
Спробу аксіоматизувати теорію, у якій можна інтерпретувати формалізовану версію наївної теорії множин, зробив Готлоб Фреге. Саме це і була та формальна теорія, до якої насправді звертався Бертран Рассел, розповідаючи світові про свій парадокс.
Аксіоматична теорія множин була розвинута як відповідь цим раннім спробам вивчення теорії множин лише з єдиною метою: визначити які операції дозволено робити над множинами, а які ні. Сьогодні, коли математики говорять про «теорію множин», як область науки, то розуміється саме аксіоматична теорія множин. Неформальні додатки теорії множин в інших областях іноді називають додатками «наївної теорії множин», які, як правило, все одно розуміються з точки зору аксіоматичної системи (частіше за все, теорія множин Цермело-Френкеля).
Проте наївна теорія множин не обов'язково є непослідовною, якщо вона правильно визначає те, що дозволено вважати множинами. Це може бути зроблено за допомогою визначень, якими є неявні аксіоми. Таке, в свою чергу, може буде зроблене перетворенням усіх аксіом на явні, як у випадку відомої книги Пола Халмоша «Наївна теорія множин», яка, насправді, є ні чим іншим, як неформальним представленням звичайної аксіоматичної теорії множин Цермело-Френкеля. «Наївність» цієї теорії полягає у тому, що вся її мова та позначення такі ж самі, як і у звичайній неформальній математиці, і в тому, що вона не має справи з узгодженою і повною аксіоматичною системою. Однак, термін «наївна теорія множин» також використовують в деякій літературі, щоб зробити посилання на теорії множин, що вивчались Фреге та Кантором, а не на неформальних колег сучасної аксіоматичної теорії множин.

## Множини, приналежність та рівність
В наївній теорії множина описується як чітко визначений набір об'єктів. Ці об'єкти називають елементами або членами множини. Об'єктом може бути будь-що: числа, люди, інші множини і таке інше. Наприклад, 4 — це елемент множини усіх цілих чисел. Зрозуміло, що множина чисел нескінченно велика; то ж множина не обов'язково повинна бути скінченною.
Якщо х є членом множини А, то також кажуть, що х належить А або, що х є в А. У цьому випадку ми будемо писати: x ∈ A. (Символ ∈ походить від грецької літери епсилон («ε») представлений Пеано у 1888). Символ ∉ іноді використовується, щоб зазначити, що «х не належить А» або «у множині А немає елемента х», тоді ми пишемо: x ∉ A.
Дві множини А та В називаються рівними, якщо вони складаються з одних і тих самих елементів, тобто кожний елемент множини А є елементом множини В і, навпаки, кожен елемент множини В є елементом множини А. Таким чином, множина повністю визначається її елементами; опис не має значення. Наприклад, множина, що складається з елементів 2, 3 та 5 дорівнює множині всіх простих чисел, менших за 6. Якщо множини А та В є рівними, то символьно це позначається А=В (як і зазвичай).
Крім того, може бути так, що множина зовсім не містить елементів. У такому випадку говорять про порожню множину, яка зазвичай позначається Ø. Так як множина визначається тими елементами, з якої складається, то може існувати лише одна порожня множина. Зауважимо, що Ø ≠ {Ø}.

## Способи задання множин
Найпростіший спосіб задати множину — перелічити всі її елементи та взяти їх у фігурні дужки. Так, {1, 2} позначає множину, яка складається з двох елементів: 1 та 2.
При цьому:
- Порядок елементів не важливий; наприклад, {1,2} = {2,1}.
- Повторювання (кратність) елементів не має значення; наприклад, {1,2,2} = {1,1,1,2} = {1,2}.

(Ці твердження є наслідками означення рівності множин у попередньому блоці.)
Цим позначенням іноді зловживають, записуючи щось на кшталт {собаки}, щоб позначити множину всіх собак, але цей приклад буде прочитаний математиками як «множина, що складається з єдиного елемента „собаки“».
Крайній (але правильний) приклад цього позначення є {}, який позначає порожню множину.
Ми також можемо використовувати позначення {x : P(x)} або іноді {x | P(x)}, що позначає множину, яка складається з усіх елементів, для котрих виконується умова Р. Наприклад, запис А={x : x — дійсне число} позначає множину дійсних чисел; A={x : у х біле волосся} — множину всіх істот, що мають біле волосся, а A={x: x — собака} позначає множину всіх собак. Це позначення називається множинно утворюючою нотацією (set-build notation) (або «множина включення»(«set comprehension») у контексті функціонального програмування. Варіанти множинно утворюючої нотації можуть бути такими:
- {x ∈ A : P(x)} — позначає, що множина всіх х, які є елементами множини А та для яких виконується умова Р. Наприклад, якщо Z — множина всіх цілих чисел, тоді {x ∈ Z: х — парне число} — це множина всіх парних цілих чисел.
- {F(x) : x ∈ A} — позначає множину всіх об'єктів, отриманих підстановкою всіх елементів множини А у формулу F. Наприклад, {2x : x ∈ Z} — це знову ж множина всіх цілих парних чисел.
- {F(x) : P(x)} — найбільш загальна форма множинно утворюючої нотації. Наприклад, {множина власників х: х — собака} — це множина всіх власників собак.

## Підмножини
Нехай дано дві множини А і В. Ми кажемо, що множина А є підмножиною множини В, якщо кожний елемент множини А є елементом множини В. Зверніть увагу, що В є підмножиною самої себе; підмножина В, яка не дорівнює множині В називається власною підмножиною.
Якщо А є підмножина В, то говорять також, що В є надмножиною А або, що А міститься в В, або, що В містить А. Мовою символів A ⊆ B означає, що А є підмножиною множини В, а B ⊇ A означає, що В є надмножиною множини А. Деякі автори використовують символи «⊂» та «⊃» для підмножин, а інші використовують ці символи тільки для власних підмножин.
Проілюструємо сказане вище наступним чином. Нехай R — множина всіх дійсних чисел, Z — множина цілих чисел, О — множина непарних чисел, а P — множина нинішніх або колишніх президентів України. Тоді О є підмножиною Z, Z є підмножиною R, а отже О є підмножиною R, причому в усіх випадках підмножина може розглядатися як власна підмножина. Зауважимо, що не всі множини можна порівняти таким чином. Наприклад, множина R не є підмножиною P, а множина P не є підмножиною R, а значить їх не можна порівняти між собою.
Це випливає безпосередньо з означення рівності множин, яке говорить, що якщо є дві множини А і В, то вони є рівними тоді і тільки тоді, коли А⊆В та В⊆А. Частіше за все саме так дається визначення поняття рівності двох множин. Зазвичай, коли намагаються довести, що множини рівні прагнуть показати, що кожна з них включає в себе іншу. Треба зауважити, що порожня множина є підмножиною будь-якої множини.
Множина всіх підмножин заданої множини А називається булеаном множини А та позначається як 2A або Р(А). Якщо множина А має n елементів, то її булеан буде мати 2n елементів.

## Універсальні множини та абсолютні доповнення
Нехай ми хочемо розглянути три множини А, В і С. Тоді множина U буде називатися універсальною тоді і тільки тоді, коли включає в себе всі три множини. Наприклад, якщо ми досліджуємо властивості дійсних чисел з множини R (або з підмножин множини R), то ми можемо взяти саму множину R як універсальну.
Визначивши універсальну множину U та її підмножину А, ми можемо знайти абсолютне доповнення множини А (для універсальної множини U):
AC := {x ∈ U : x ∉ A}.
Іншими словами, AC (від англ. «A-complement») або іноді позначають A' чи «A-prime», це така множина всіх елементів х з U, які не є елементами множини А. Таким чином, розглядаючи R, Z та О, визначені в розділі «Підмножини», маємо наступне: якщо Z — універсальна множина, то OC — множина парних цілих чисел, якщо ж обрати R універсальною множиною, тоді OC буде множиною всіх дійсних чисел, які є або парними цілими, або взагалі нецілими.

## Об'єднання, переріз та відносне доповнення двох множин
Нехай дано дві множини А та В, які розглядаються в універсальній множині U.
Об'єднанням двох множин А і В називається множина, яка складається з усіх елементів, які є елементами множини А або множини В, або відразу обох. Позначається A ∪ B.
Перетином множин А і В називається множина, яка складається з елементів, які включає в себе і множина А, і множина В. Позначається A ∩ B.
Відносним доповненням або різницею двох множин А і В називається така множина, елементи якої належать множині А, але не належать множині В. Це позначається як А\В або А — В.
Символьно ці три визначення мають наступний вигляд:
- A ∪ B = {x : (x ∈ A) або (x ∈ B)};
- A ∩ B = {x : (x ∈ A) та (x ∈ B)} = {x ∈ A : x ∈ B} = {x ∈ B : x ∈ A};
- A \ B = {x : (x ∈ A) та x ∉ B) } = {x ∈ A : x ∉ B}.

Помітимо, що множина А не повинна бути підмножиною множини для того, щоб вираз В\А мав сенс. У цьому різниця між відносним доповненням та абсолютним доповненням, описаними у попередньому розділі.
Щоб проілюструвати сказане вище, розглянемо наступний випадок.
Нехай А — множина людей, яким за 35 років, а множина В — множина людей з білим кольором волосся. Тоді A ∩ B це множина людей з білим кольором волосся, яким за 35 років, а множина A ∪ B — множина тих людей, яким або за 35 років, або які мають волосся білого кольору, або тих, які мають білий колір волосся, та віком понад 35 років одночасно. З іншого боку множина A \ B — це множина тих людей, яким за 35 років, але мають волосся не білого кольору, говорячи ж про B \ A маємо на увазі множину тих людей, які мають біле волосся, але молодші 35 років.
Наведемо інший приклад: нехай К — множина всіх людей, а множина F — множина всіх живих об'єктів, яким понад 1000 років. Тоді що ж буде множиною E ∩ F в цьому випадку? Оскільки ні одна людина не спроможна прожити понад 1000 років, то множина E ∩ F повинна бути порожньою множиною.

## Впорядковані пари та декартовий добуток
Інтуїтивно, впорядкована пара — це просто сукупність двох об'єктів, один з яких може бути визначений як перший елемент, а інший — як другий елемент. Звідси відразу випливає властивість рівності двох впорядкованих пар: дві впорядковані пари рівні тоді і тільки тоді, коли їх перші та другі елементи рівні.
Формально впорядкована пара з першою координатою а, та другою координатою b, зазвичай позначається як (a, b) та може бути визначена як множина наступних елементів: {{a},{a, b}}.
Тоді, згідно з тим, що подано вище, дві впорядковані пари (a, b) та (c, d) рівні тоді і тільки тоді, коли a=c та b=d.
По-іншому, під впорядкованою парою чисел може розумітися множина {a, b}, яка є множиною строгого порядку.
Нехай А та В — множини, тоді декартовий добуток двох множин дорівнюватиме:
A × B = {(a, b) : a ∈ A; b ∈ B}.
Звідси випливає, що множина A × B — це множина всіх впорядкованих пар, перша координата яких належить множині А, а друга — множині В.
Ми можемо розширити це означення до множини впорядкованих трійок A × B × C, та ще загальніше — до множин впорядкованих кортежів, що складаються з n елементів, де n — будь-яке додатне ціле число. Можна навіть визначити декартові добутки, що складаються з нескінченних кортежів, але для цього потрібне більш хитре визначення декартового добутку.
Декартові добутки були вперше розвинуті Рене Декартом в контексті аналітичної геометрії. Якщо R позначає множину всіх дійсних чисел, то R2 = R × R являє собою Евклідову площину, а R3 = R × R × R — тривимірний Евклідів простір.

## Важливі множини
1. Множина натуральних чисел, її зазвичай позначають {\displaystyle \mathbb {N} }.
2. Цілі числа з'являються як x у рівняннях типу x+a=b. Зазвичай множину цілих чисел позначають {\displaystyle \mathbb {Z} }.
3. Раціональні числа ми можемо отримати при розв'язуванні рівнянь типу a+bx=c. Множину раціональних чисел позначають {\displaystyle \mathbb {Q} }.
4. Алгебраїчні числа з'являються як розв'язки поліноміальних рівнянь (з цілими коефіцієнтами). Вони можуть містити в собі як арифметичні корені, так і інші ірраціональні числа. Цю множину позначають великою літерою A або Q з рискою.
5. Дійсні числа представляють дійсну вісь та включають в себе всі числа, які є наближеними до раціональних. Ці числа можуть бути раціональними або алгебраїчними, або навіть трансцендентними, які не можуть з'явитися як розв'язки поліноміальних рівнянь з раціональними коефіцієнтами. Множина дійсних чисел позначається {\displaystyle \mathbb {R} }.
6. Комплексні числа — це суми дійсних та уявних чисел типу: r + si. Тут як r, так і s можуть бути рівними нулю; хоча множина дійсних чисел та множина уявних чисел — підмножини множини комплексних чисел, які формують алгебраїчне замикання до множини дійсних чисел. Це означає, що кожний поліном з коефіцієнтами, означеними на множині дійсних чисел має принаймні один корінь у комплексній множині. Зазвичай множина комплексних чисел позначається {\displaystyle \mathbb {C} }. Помітимо, що у зв'язку з тим, що число r + si може бути зображено у вигляді точки з координатами (r, s) на комплексній площині, тоді С — це практично те ж саме, що й декартовий добуток R×R (це означає, що кожна точка у першому випадку визначає єдину унікальну точку у другому та навпаки, та немає жодного значення при проведенні розрахунків).